# Rafał Piszcz
Rafał Piszcz (n. 24 octombrie 1940, Poznań, Polonia – d. 12 septembrie 2012, Poznań, Polonia) a fost un caiacist ce a reprezentat Polonia, medaliat olimpic. A participat la 3 ediții ale Jocurilor Olimpice (1964, 1968, 1972) în care a câștigat o medalie de bronz.